# Rosario Central
Der Club Atlético Rosario Central, kurz Rosario Central, ist ein Fußballverein aus Rosario, Provinz Santa Fe, Argentinien.

## Geschichte
Der Central Argentine Railway Athletic Club wurde am 24. Dezember 1889 von englischen Eisenbahnarbeitern gegründet. Erster Klubpräsident war Colin Calder. Nach dem 1903 erfolgten Zusammenschluss der Central Argentine Railway mit der „Buenos Aires Railway“ wurde der Name in Club Atlético Rosario Central geändert.
Die ursprünglichen Trikotfarben waren rot und weiß. Später wurden sie auf blau-weiß geändert, bevor die noch heute gültigen Farben blau und gelb eingeführt wurden. Die Mannschaft spielte anfangs in der lokalen Liga von Rosario. 1939 erfolgte, gemeinsam mit dem Stadtrivalen Newell’s Old Boys, der Einstieg in die argentinische Liga. In den Jahren 1942 und 1951 musste der Klub absteigen, konnte aber jeweils in der nächsten Saison den Wiederaufstieg erreichen.
1971 und 1973 gewann Rosario Central die argentinische Meisterschaft (Nacional). In der Saison 1974 wechselte Mario Kempes von Instituto Atlético Central Córdoba zu Central. Der nächste Titel wurde allerdings erst wieder nach dem Transfer von Kempes zum FC Valencia erreicht. Mit dem ehemaligen Spieler Ángel Tulio Zof als Trainer gewann Central 1980 erneut den Meistertitel (Nacional).
Der Klub musste 1985 absteigen. Rosario Central kehrte aber gleich in der nächsten Saison 1986/87 in die oberste Liga zurück und gewann sogar die Meisterschaft (Metropolitano). Central war die erste Mannschaft in Argentinien, welche als Aufsteiger direkt den Meistertitel erringen konnte.
1995 gewann Rosario Central die Copa Conmebol, den bisher einzigen internationalen Titel.

## Erfolge

### National
- Argentinische Meisterschaft: Nacional 1971, Nacional 1973, Nacional 1980, Metropolitano 1987
- Copa Argentina: 2018
- Copa de la Liga Profesional: 2023

### International
- Copa Conmebol: 1995

## Die erfolgreichsten Mannschaften
Seine insgesamt 12 Titel (5 während der Amateurepoche und 7 während der Profiära) gewann der Verein mit folgenden Mannschaften:

### Copa de Competencia La Nación (1913)
Mit folgender Aufstellung gewann Central das Finale mit 3:2 gegen Argentino de Quilmes: Serapio Acosta – Zenón Díaz, Ignacio Romeo Rota – Pablo Molina, Alberto Ledesma, Juan Díaz – Federico Flynn, Antonio Blanco, Harry Hayes, Ennis Hayes, Fidel Ramírez.
Die Tore für Central erzielten Antonio Blanco, Federico Flynn und Harry Hayes.

### Copa Ibarguren (1915)
Mit folgender Aufstellung gewann Central das zweite Finalspiel mit 3;1 gegen den Racing Club de Avellaneda, nachdem es im ersten Spiel (0:0) keinen Sieger gegeben hatte: Ramón Moyano – Zenón Díaz, Ignacio Rota – Ernesto Rigotti, Eduardo Blanco, Jacinto Perazzo – Mario José Barbieri, Antonio Blanco, José Laiolo, Ennis Hayes, Alfredo Woodward.
Die Tore für Central erzielten José Laiolo (2) und Alfredo Woodward.

### Copa de Honor Municipalidad de Buenos Aires (1916)
Mit folgender Aufstellung gewann Central das Finale mit 1:0 gegen Independiente: Guillermo Astbury – Zenón Díaz, Ignacio Rota – Ernesto Rigotti, Eduardo Blanco, Jacinto Perazzo – Antonio Blanco, José Laiolo, Harry Hayes, Ennis Hayes, Alfredo Woodward.
Das Siegtor erzielte Ennis Hayes.

### Copa de Competencia Jockey Club (1916)
Mit folgender Aufstellung gewann Central das Finale mit 2:1 gegen Independiente: Guillermo Niblo – Zenón Díaz, Ignacio Rota – Ernesto Rigotti, Francisco Furlong, Jacinto Perazzo – Antonio Blanco, José Laiolo, Eduardo Blanco, Harry Hayes, Ennis Hayes.
Die Tore für Central erzielten Antonio Blanco und Harry Hayes.

### Copa de Competencia Asociación Amateurs (1920)
Mit der folgenden Aufstellung gewann Central das Finale 2:0 gegen Sportivo Almagro: Vicente Pugliese – Patricio Clarke, Florencio Sarasíbar – José Pignani, José Fioroni, Jacinto Perazzo – Antonio Macías, Juan Francia, Harry Hayes, Ennis Hayes, Enrique Tami.
Die Tore für Central erzielten Ennis Hayes und Antonio Macías.

### Argentinischer Meister (Torneo Nacional 1971)
Mehr als 50 Jahre nach seinem letzten Titel in der Amateurepoche gewann der Verein 1971 seinen ersten Titel in der Profiära durch einen 2:1-Sieg gegen den Club Atlético San Lorenzo de Almagro. Der Triumph wurde noch dadurch gesteigert, dass dieser Triumph ausgerechnet in der Heimspielstätte des Stadt- und Erzrivalen Newell’s Old Boys gelang, den Central noch dazu im Halbfinale mit 1:0 eliminiert hatte.
Mit der folgenden Mannschaft gewann Central das Finale: Norberto Menutti – Aurelio Pascuttini, Mario Killer – José Jorge González, Ángel Landucci, Alberto Fanesi – Ramón Bóveda (34. Miguel Bustos), Carlos Aimar, Aldo Poy, Carlos Colman, Roberto Gramajo.
Trainer: Ángel Labruna.
Die Tore für Central erzielten Roberto Gramajo zum 1:1 in der 17. Minute und Carlos Colman zum 2:1 in der 23. Minute.
Ersatzspieler: Ramón Quiroga (Tor), Daniel Killer, Alberto Gómez, Hugo Zavagno.
Weitere Spieler im Kader waren unter anderem der ansonsten regelmäßige Ersatztorwart Carlos Biasutto, der Verteidiger Jorge Carrascosa und der Stürmer Aldo Villagra.

### Argentinischer Meister (Torneo Nacional 1973)
Zwei Jahre nach seinem ersten Meistertitel in der Profiära gewann Central erneut die Meisterschaft.
Der Meisterkader des Torneo Nacional 1973 bestand aus folgender Stammformation: Carlos Biasutto – Jorge José González, Aurelio Pascuttini, Daniel Killer, Mario Killer – Carlos Aimar, Eduardo Solari, Aldo Poy – Ramón Bóveda, Roberto Cabral, Daniel Aricó.
Weitere Spieler im Kader: Carlos Munutti (Tor), Miguel Ángel Cornero, Juan Antonio Burgos (Abwehr), Carlos Colman, Luis Giribet, Roberto Carril, Oscar Rubiola, Rubén Norberto Rodríguez (Sturm).
Trainer: Carlos Timoteo Griguol

### Argentinischer Meister (Torneo Nacional 1980)
Der 5:1-Sieg im Finalrückspiel gegen den Club Atlético Racing de Córdoba (Hinspiel 0:2) gelang mit der folgenden Aufstellung: Daniel Carnevali – Juan Carlos Ghielmetti, Oscar Craiyacich, Edgardo Bauza, Jorge Alberto García – José Luis Gaitán, Omar Palma, Eduardo Bacas (53. Oscar Agonil); Félix Orte, Víctor Marchetti, Daniel Teglia (64. Guillermo Trama).
Trainer: Ángel Tulio Zof
Die Tore für Central erzielten Edgardo Bauza per Strafstoß, Omar Palma, Víctor Marchetti, Oscar Agonil und Guillermo Trama.

### Argentinischer Meister (Torneo Metropolitano 1986/87)
Kader der Meistermannschaft: Jorge Fossati, Alejandro Lanari (Tor) – Jorge Balbis, Edgardo Bauza, José Di Leo, Julio Pedernera, Hernán Díaz, Roque Caballero, Ariel Cuffaro Russo, Esteban Game (Abwehr) – Adelqui Cornaglia, Omar Palma, Hugo Galloni, Pedro Argota, Marcelo Toscanelli, Roberto Gasparini, Erasmo Doroni (Mittelfeld) – Osvaldo Escudero, Juan José Urruti, Rubén Alejandro Rojas, Claudio Scalise, Fernando Lanzidei (Sturm).
Trainer: Ángel Tulio Zof.

### Copa Conmebol (1995)
Seinen ersten (und bisher einzigen) Titelgewinn auf internationaler Ebene erzielte Central 1995 gegen den brasilianischen Vertreter Atlético Mineiro. Nachdem Central das Hinspiel mit 0:4 verloren hatte, konnte das Ergebnis vor eigenem Publikum zunächst egalisiert und der Titel durch den anschließenden 4:3-Sieg im Elfmeterschießen errungen werden. In dem erfolgreichen Rückspiel trat Central mit der folgenden Formation an: Roberto Oscar Bonano – Diego Gastón Ordóñez (85. Cristian Colusso), Horacio Carbonari, Federico Lussenhoff, Patricio Graff – Eduardo Coudet (68. Cristian Daniele), Omar Palma, Pablo Sánchez, Raúl Gordillo (73. Mario Pobersnik) – Martín Cardetti, Ruben Da Silva.
Die Tore für Central erzielten Horacio Carbonari (2), Rubén Da Silva und Martín Cardetti.
Trainer: Ángel Tulio Zof.

### Copa Argentina (2017/18)
Der erste Erfolg in der Copa Argentina wurde durch einen 4:1-Sieg im Elfmeterschießen (nach einem 1:1 in der regulären Spielzeit) gegen Gimnasia y Esgrima La Plata mit folgender Mannschaft erzielt: Jeremías Ledesma – Gonzalo Bettini, Matías Caruzzo, Oscar Cabezas, Alfonso Parot – Washington Camacho, Leonardo Gil (53. Emmanuel Ojeda), Néstor Ortigoza, Federico Carrizo – Fernando Zampedri (70. Germán Herrera), Marco Ruben.
In der regulären Spielzeit traf Fernando Zampedri für Central. Im Elfmeterschießen verwandelten Néstor Ortigoza, Marco Ruben, Alfonso Parot und Matías Caruzzo.
Trainer: Edgardo Bauza.

### Copa de la Liga Profesional (2023)
Am 16. Dezember 2023 gewann Central durch einen 1:0-Erfolg gegen den Club Atlético Platense seinen insgesamt zwölften Titel mit folgender Aufstellung: Jorge Broun – Damián Martínez (53. Juan Cruz Komar), Facundo Mallo, Carlos Quintana, Agustín Sández (81. Alan Rodríguez) – Tomás O’Connor (81. Agustín Toledo), Kevin Ortiz – Maximiliano Lovera (74. Lautaro Giaccone), Ignacio Malcorra, Jaminton Campaz – Luca Martínez Dupuy (81. Octavio Bianchi).
Das Siegtor erzielte Maximiliano Lovera in der 40. Minute durch eine Einzelleistung, als er die gesamte Abwehr von Platense schlecht aussehen ließ.
Trainer: Miguel Ángel Russo.

## Stadion
Rosario Central spielt im Stadion Gigante de Arroyito (offiziell „Estadio Dr. Lisandro de la Torre“) im Nordosten von Rosario, im Viertel Arroyito. Das „Gigante de Arroyito“ war eine Spielstätte der Fußball-Weltmeisterschaft 1978 und hat eine Kapazität von 41.654 Plätzen.

## Kader 2025
Stand: 13. Juli 2025
| Nr. |             | Position | Name               |
| --- | ----------- | -------- | ------------------ |
| 1   | Argentinien | TW       | Jorge Broun        |
| 2   | Argentinien | AB       | Carlos Quintana    |
| 3   | Paraguay    | AB       | Augustín Sández    |
| 4   | Argentinien | MF       | Franco Ibarra      |
| 5   | Argentinien | AB       | Juan Cruz Komar    |
| 7   | Argentinien | ST       | Maximiliano Lovera |
| 8   | Kolumbien   | ST       | Jáminton Campaz    |
| 9   | Argentinien | ST       | Alejo Véliz        |
| 10  | Argentinien | MF       | Ignacio Malcorra   |
| 11  | Argentinien | ST       | Ángel Di María     |
| 15  | Uruguay     | AB       | Facundo Mallo      |
| 16  | Paraguay    | MF       | Enzo Giménez       |
| 17  | Argentinien | MF       | Santiago Segovia   |
| 20  | Argentinien | TW       | Axel Werner        |

| Nr. |             | Position | Name               |
| --- | ----------- | -------- | ------------------ |
| 21  | Argentinien | ST       | Santiago López     |
| 22  | Argentinien | ST       | Enzo Copetti       |
| 23  | Argentinien | MF       | Augusto Solari     |
| 24  | Argentinien | AB       | Juan Giménez       |
| 27  | Argentinien | ST       | Gaspar Duarte      |
| 30  | Argentinien | MF       | Tomás O'Connor     |
| 31  | Argentinien | MF       | Federico Navarro   |
| 32  | Argentinien | AB       | Emanuel Coronel    |
| 33  | Argentinien | AB       | Juan Elordi        |
| 38  | Argentinien | TW       | Damián Fernández   |
| 44  | Italien     | ST       | Augustín Módica    |
|     | Argentinien | MF       | Francesco Lo Celso |
|     | Argentinien | ST       | Fabricio Oviedo    |
|     | Syrien      | ST       | Tobías Cervera     |

## Bekannte ehemalige Spieler
- Roberto Abbondanzieri
- Edgardo Bauza
- Raúl Castronovo
- César Delgado
- Luciano Figueroa
- Kily González
- Mario Kempes
- Ángel Di María
- Javier Pinola
- César Luis Menotti
- Marcelo Pagani
- Juan Antonio Pizzi
- Aldo Poy
- Humberto Rosa
- Paulo Wanchope

## Trainer
- Emérico Hirschl (1939–1950)
- György Orth (1945)
- Omar Sívori (1969–1970)
- Ángel Tulio Zof (1970–1971, 1972–1973, 1979–1982, 1986–1990, 1991, 1995, 1996–1997, 2004, 2005–2006), Meister 1980, 1986.
- Carlos Griguol (1971, 1973–1975, 1977–1978), Meister 1973.
- Ángel Labruna (1971–1972), Meister 1971.
- Alfio Basile (1977)
- Miguel Ángel Russo (1997–1998, 2002–2003, 2009)
- Edgardo Bauza (1998–2001)
- César Luis Menotti (2002)
- Juan Antonio Pizzi (2011–2012)

## Fans

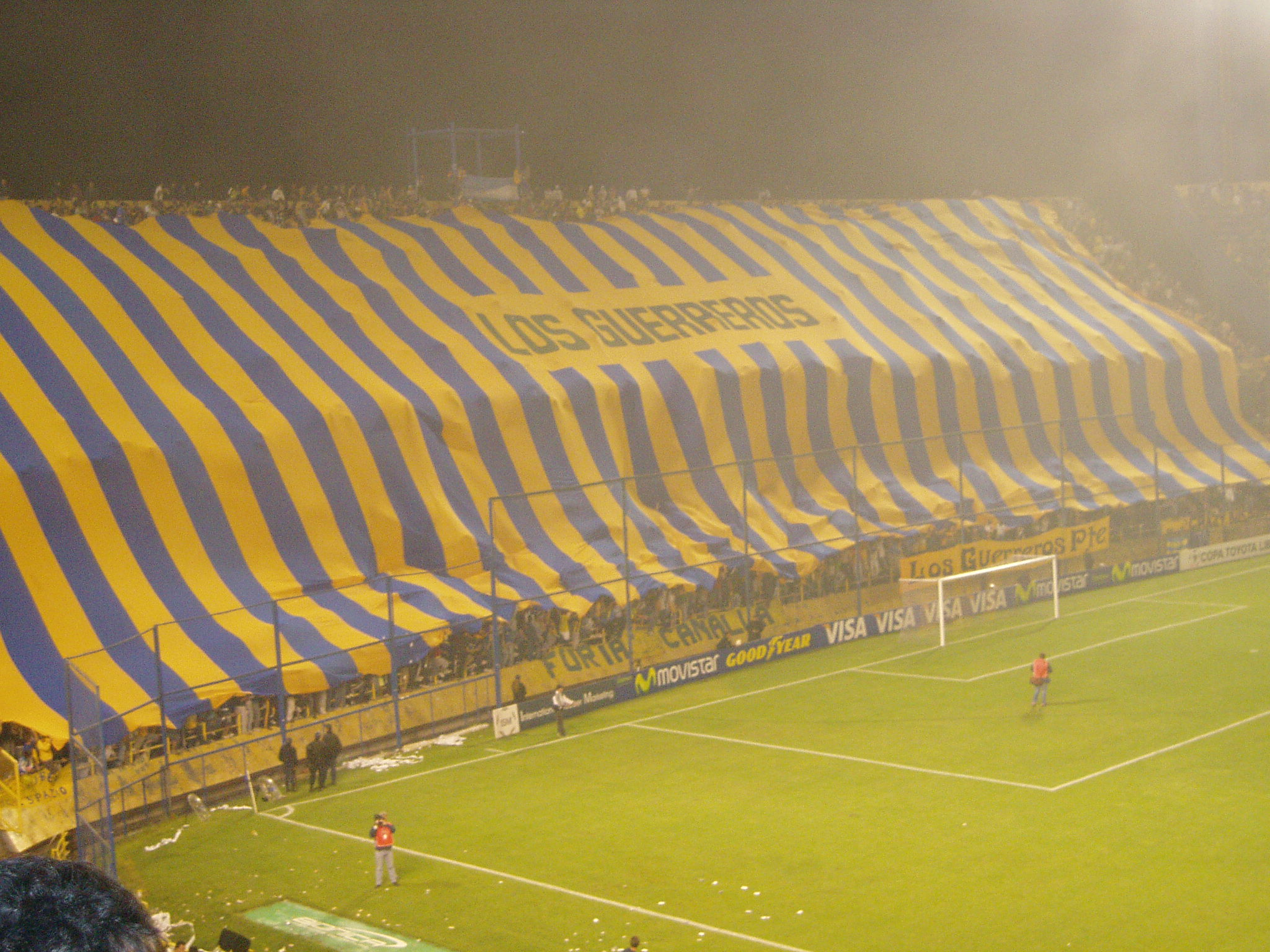
Überdimensionales Banner der „Guerreros“

Die Barra Brava des Vereins nennt sich „Los Guerreros“ (Die Krieger).

### Berühmte Fans
Einer der bekanntesten Fans des Vereins war der in Rosario geborene Arzt und Revolutionär Che Guevara. Weitere bekannte Fans sind die ebenfalls in Rosario geborene Tennisspielerin Nadia Podoroska sowie die aktuelle (seit Dezember 2023) Vizepräsidentin Argentiniens, Victoria Villarruel.
Zu den (ehemaligen) Fußballspielern, die sich selbst als Fan von Central bezeichnen, gehört der Trainer der ersten argentinischen Fußballweltmeistermannschaft von 1978, César Luis Menotti, der ebenso in Rosario geboren wurde und seine Laufbahn als Fußballspieler einst bei Central begonnen hatte, wie auch Ángel Di María, der 2022 als Spieler mit der „Albiceleste“ zum insgesamt dritten Mal Weltmeister wurde. Ferner bekennen sich die in der Provinz Santa Fe (in der Rosario liegt) geborenen Roberto Abbondanzieri und Edgardo Bauza als Fans von Central. Beide begannen ihre aktive Laufbahn bei Central und Bauza spielte in 2 Etappen insgesamt 8 Jahre für Central und wurde mit ihnen in den 1980er Jahren zweimal Meister. Ferner führte er die Mannschaft in der Saison 2017/18 als Trainer zum Pokalsieg. Der ebenfalls in der Provinz Santa Fe geborene Javier Mascherano, der in den 2010er-Jahren viele Titel mit dem FC Barcelona gewann, spielte zwar nie für Central, machte aber keinen Hehl daraus, dass dies sein angeblich sehnlichster Wunsch gewesen sei.

### Freundschaften
Eine der ältesten Fanfreundschaften in Argentinien (vielleicht sogar die älteste überhaupt) ist jene zwischen Rosario Central und den Chacarita Juniors, die in den 1960er-Jahren begann und noch immer besteht. Außerdem besteht eine lange und intensive Freundschaft mit San Lorenzo. In besonderer Erinnerung ist ein am 25. Juni 1995 ausgetragenes Punktspiel zwischen Rosario Central und San Lorenzo geblieben, als der Gast mit einem Punkt Rückstand auf den Tabellenführer Gimnasia y Esgrima La Plata (GELP) im Estadio Gigante de Arroyito antreten musste und am letzten Spieltag der Clausura 1995 noch die theoretische Chance auf den Gewinn der argentinischen Fußballmeisterschaft hatte. Die Fans beider Vereine waren auf allen Tribünen des Stadions friedlich vereint und feierten am Ende den 1:0-Auswärtssieg von San Lorenzo, das durch die gleichzeitige 0:1-Heimniederlage des bisherigen Tabellenführers GELP gegen Independiente seinen neunten Meistertitel gewann.

### Rivalitäten
Erzfeind ist der Stadtrivale Newell’s Old Boys, gegen den der Clásico rosarino bestritten wird. Außerdem bestehen intensive Abneigungen gegen „die großen 4“ des argentinischen Fußballs – Boca, River, Racing und Independiente – sowie den Club Atlético Huracán, weil dessen Fans einerseits eine Freundschaft mit dem Stadtrivalen Newell’s Old Boys pflegen und zudem der Erzrivale des befreundeten Club Atlético San Lorenzo de Almagro sind.